# Tupolev Tu-334

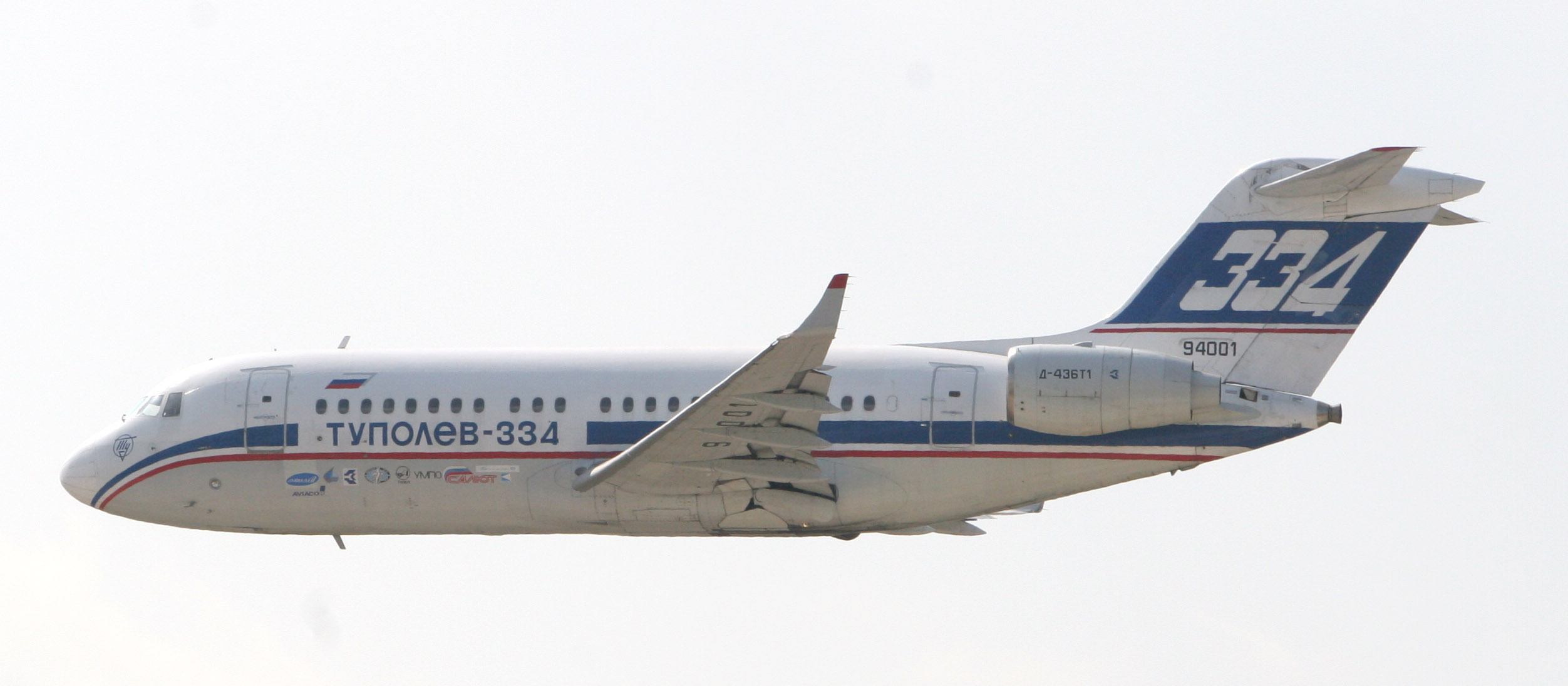
La vista laterale del Tupolev Tu-334-100.

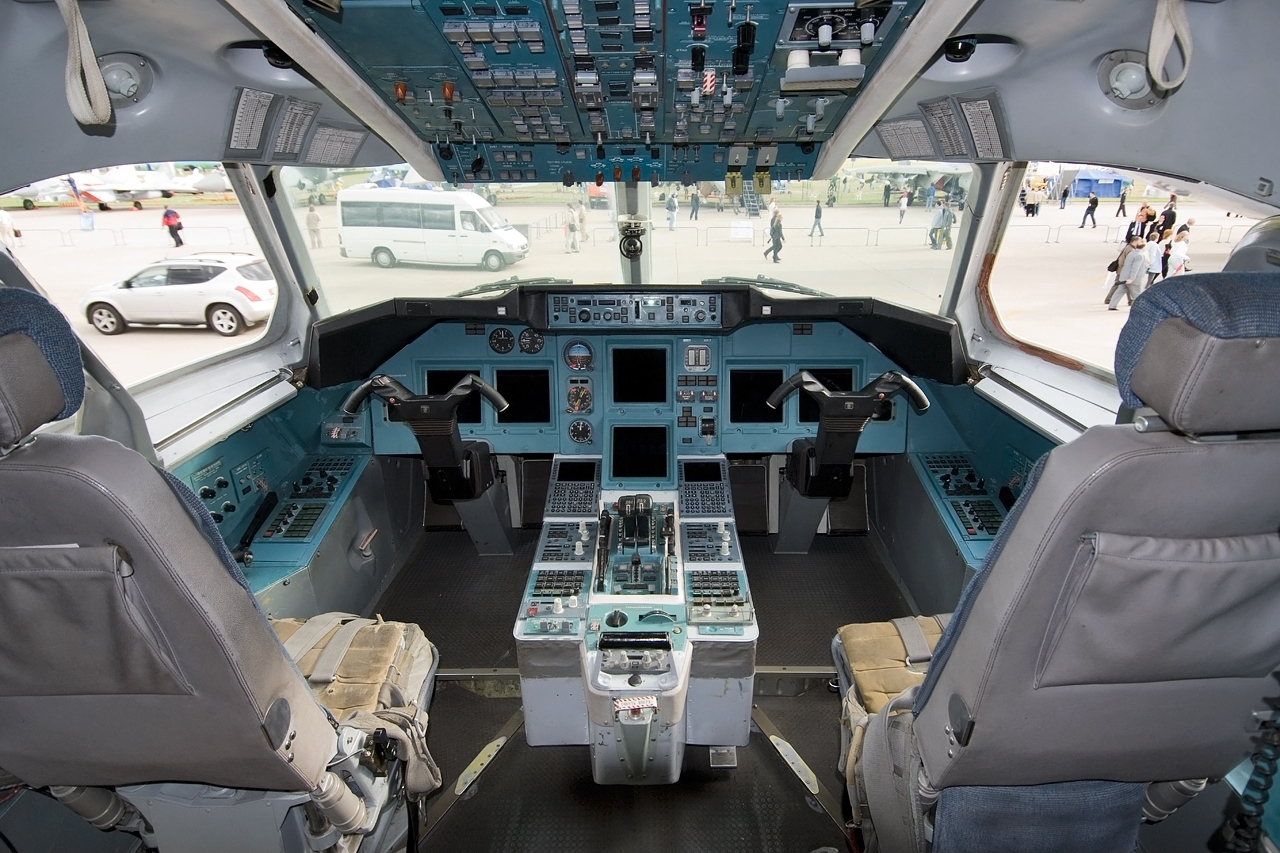
Il cockpit di un Tupolev Tu-334-100.

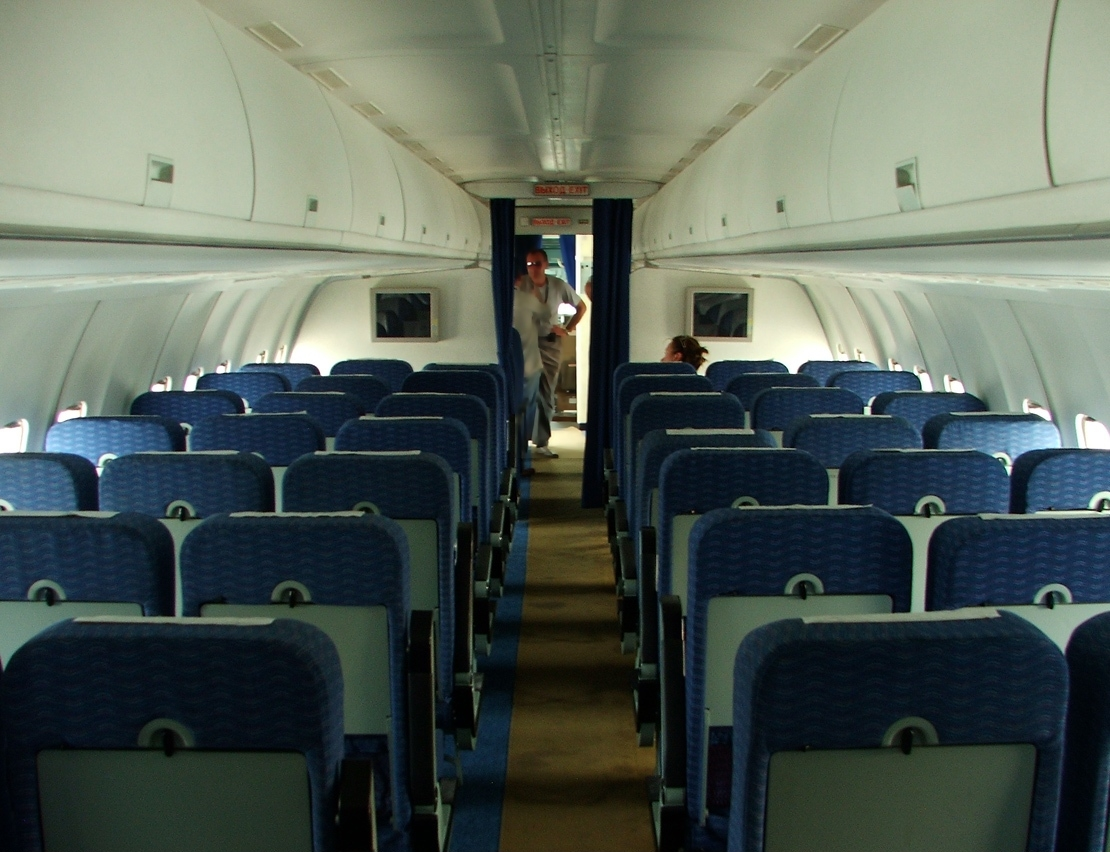
La classe economica di un Tupolev Tu-334-100.

Il Tupolev Tu-334 fu un progetto di aereo di linea bireattore ad ala bassa a corto e medio raggio sviluppato dall'azienda russa Tupolev dagli anni duemila per sostituire i vecchi Tu-134s e Yak-42. La fusoliera è basata su una cellula ridotta del Tu-204, a differenza del quale dispone di una coda a T e motori montati posteriormente sulla fusoliera. Con la razionalizzazione delle aziende aeronautiche russe nel 2009 e la creazione della United Aircraft Corporation si è deciso di non continuare il programma e di puntare sul Superjet e sul più economico An-148.

## Ordinazioni
Russia
- Atlant-Sojuz (5 esemplari ordinati)
- Rossija Airlines (5 esemplari ordinati)
- Rusavia-Sokol M (1 esemplare ordinato)[2]

## Velivoli Comparabili
- ACAC ARJ21
- Airbus A318
- Antonov An-148
- Boeing 717
- Boeing 737-600
- Bombardier CRJ1000
- Bombardier CSeries
- Embraer E-Jets
- Fokker F100
- Sukhoi Superjet 100
- Yakovlev Yak-42D